# Баччини, Ида
Ида Баччини (итал. Ida Baccini; 16 мая 1850, Флоренция — 28 февраля 1911, Флоренция) ― итальянская журналистка и детская писательница, одна из самых популярных в конце девятнадцатого века. Иногда подписывалась псевдонимом Манфредо или Маринелла дель Россо.

## Биография
Родилась во Флоренции в 1850 году, дочь Леопольдо Баччини (сотрудника двух издательств, Альбергетти и Джакетти) и Эстер Ринальди, дочери богатого фермера из Прато.
В 1857 году семья переехала в Геную, где отец начал свою издательскую деятельность. В 1860 году семья вернулась в Тоскану. Они жили в Ливорно до 1865 года, когда неудача отца в его деле заставила их вернуться во Флоренцию, где они поселились в доме их старшей дочери Эгле.
В октябре 1868 года Ида вышла замуж за ливорнского скульптора Винченцо Черри, с которым рассталась через три года из-за несовместимости характеров.
В 1878 году у неё родился сын Манфредо, которому она дала свою фамилию. В 1904 году Ида вышла замуж за Тито Мариоттини.
Умерла в 1911 году от эмфиземы лёгких.

## Творчество
С 1872 года в течение пяти лет преподавала в начальной школе муниципалитета Флоренции. Затем целиком посвятила себя написанию детских книг и статей в периодических изданиях. В 1875 году опубликовала свою первую детскую книгу «Воспоминания цыплёнка», имевшую большой успех.
Опубликовала почти сто томов. Среди них были школьные учебники и многочисленные рассказы. Сотрудничала с различными периодическими изданиями, такими как «La vedetta», «Fanfulla della Domenica», «La Nazione», «The European magazine».
В 1884 году она взяла на себя руководство «Cordelia», журналом для юных девушек, и руководила им до своей смерти в 1911 году. В 1895 году создала детскую газету для «Licinio Cappelli Editore», где писала почти полностью самостоятельно, однако газета не имела большого успеха и через девять лет объединилась с «Il Giornalino della domenica».